# アレクサンダー・ゲオルク・ブンゲ
- アレキサンドル・ゲオルク・ブンゲ

アレクサンダー・ゲオルク・ブンゲ（ドイツ語: Alexander Georg von Bunge、ロシア語: Алекса́ндр Андре́евич Бу́нге, ラテン文字転写: Aleksandr Andreevich Bunge、1803年10月6日 - 1890年7月18日）は、ドイツ系ロシア人の植物学者である。アジア、シベリアへの植物探検などで知られる。

## 経歴
1803年、現在のウクライナのキエフに生まれた。祖父がドイツ東北部のプロイセンからロシアに移民して薬局を開いた家系である。タルトゥ大学（ドルパト大学）で医学を学び、1825年に博士号を得た。
1826年に、大学の植物学教授カール・フリードリヒ・レーデブーアが率いた、アルタイ山脈の植物調査の探検に、カール・アントン・マイヤーとともに参加した。1830年から1831年にロシア正教会の中国宣教団に同行し、北京へ旅した。この旅の間に収集した植物について、1931年に"Enumeratio plantarum, quas in China boreali collegit …", (Petersburg 1831) と"Plantarum mongolica-chinensium decas prima", (Kasan 1835) を発表した。1832年に再びアルタイを調査。植物目録を作り、1834年にカザン大学の植物学講座の教授となった。1836年に引退したレーデブーアの後を継いで、ドルパト大学の植物学の教授、植物園の園長となった。1857年にもペルシャへの探検に参加し、カスピ海地域なども調査した。

## 家族・親族
- 兄：フリードリヒ・ゲオルク・ブンゲ (Friedrich Georg von Bunge) は歴史学者。
- 息子：グスタフ・ブンゲ (Gustav von Bunge) は生理学者。
- 息子：アレクサンダー・ブンゲ (Alexander von Bunge、Alexandr Aleksandrowitsch Bunge) は軍医、動物学者となり、極地探検に参加し、古生物化石を収集した。

## 著作
- Enumeratio plantarum, quas in China boreali collegit …, Petersburg 1831
- Plantarum mongolica-chinensium decas prima, Kasan 1835
- … Tentamen generis Tamaricum species accuratius definiendi, Dorpat 1852
- Anabasearum revisio, Petersburg 1862
- Generis Astragali species gerontogeae, Petersburg 1868–1869; 2 Teile
- Labiatae persicae, Petersburg 1873